# مالكوم لينتون
مالكوم لينتون (بالإنجليزية: Malcolm Linton)‏ (13 فبراير 1952 في المملكة المتحدة - ) هو لاعب كرة قدم بريطاني في مركز الدفاع. لعب مع إبسفليت يونايتد ونادي ساوثيند يونايتد ونادي ليتون أورينت ولوس أنجلوس أزتكس وتامبا باي راوديز ونادي باث سيتي وTilbury F.C. ‏.

## وصلات خارجية
- مالكوم لينتون على موقع قاعدة بيانات كرة القدم.إي يو (الإنجليزية)